# Brandon Knight (basket-ball)
Pour les articles homonymes, voir Knight.
Brandon Knight, né le 2 décembre 1991 à Fort Lauderdale en Floride, est un joueur américain de basket-ball évoluant aux postes de meneur et d'arrière.

## Biographie

### Carrière universitaire
Après une année chez les Wildcats du Kentucky, il se présente à la draft 2011 de la NBA.

### Carrière professionnelle

#### Pistons de Détroit (2011-2013)
Le 23 juin 2011, il est sélectionné à la huitième place de la draft 2011 de la NBA par les Pistons de Détroit. À l'issue de cette première saison, où ses statistiques sont de 12,8 points, 3,2 rebonds, 3,8 passes, 1,7 interception et 0,2 contre, il figure dans le premier cinq des débutants, ou rookie, partageant la cinquième place avec Kawhi Leonard et Iman Shumpert.

#### Bucks de Milwaukee (2013-fév. 2015)
Le 31 juillet 2013, il est transféré aux Bucks de Milwaukee avec Vyacheslav Kravtsov et Khris Middleton contre Brandon Jennings.
Au "Skills Challenge" du All-Star week-end 2015, confrontant les meilleurs meneurs de la ligue, il finit deuxième derrière Patrick Beverley des Rockets de Houston.

#### Suns de Phoenix (fév. 2015-2018)
Le 19 février 2015, il est transféré aux Suns de Phoenix.
Le 1er juillet 2015, il resigne un contrat de 70 000 000$ sur 5 ans avec les Suns.

#### Rockets de Houston (2018-fév. 2019)
Le 30 août 2018, il est transféré aux Rockets de Houston avec Marquese Chriss contre Ryan Anderson.

#### Cavaliers de Cleveland (fév. 2019-fév. 2020)
Le 6 février 2019, il est envoyé aux Cavaliers de Cleveland. Le 6 février 2020, il est envoyé aux Pistons de Détroit.

#### Retour aux Pistons de Détroit (depuis fév. 2020)
Le 6 février 2020, il est transféré aux Pistons de Détroit, avec John Henson et un second tour de draft 2023 en échange d'Andre Drummond.

#### Mavericks de Dallas (2021-2022)
Fin décembre 2021, il s'engage pour 10 jours en faveur des Mavericks de Dallas,. Fin mars 2022, il s'engage à nouveau pour 10 jours en faveur des Mavericks de Dallas.

## Statistiques

### Universitaires
| Saison    | Équipe   | Matchs | Titul. | Min./m | % Tir | % 3pts | % LF | Rbds/m. | Pass/m. | Int/m. | Ctr/m. | Pts/m. |
| --------- | -------- | ------ | ------ | ------ | ----- | ------ | ---- | ------- | ------- | ------ | ------ | ------ |
| 2010-2011 | Kentucky | 38     | 38     | 35,9   | 42,3  | 37,7   | 79,5 | 4,03    | 4,18    | 0,66   | 0,21   | 17,29  |
| Total     | Total    | 38     | 38     | 35,9   | 42,3  | 37,7   | 79,5 | 4,03    | 4,18    | 0,66   | 0,21   | 17,29  |

### Professionnelles

#### Saison régulière
gras = ses meilleures performances
| Saison     | Équipe    | Matchs | Titul. | Min./m | % Tir | % 3pts | % LF  | Rbds/m. | Pass/m. | Int/m. | Ctr/m. | Pts/m. |
| ---------- | --------- | ------ | ------ | ------ | ----- | ------ | ----- | ------- | ------- | ------ | ------ | ------ |
| 2011-2012* | Détroit   | 66     | 60     | 32,2   | 41,5  | 38,0   | 75,9  | 3,20    | 3,80    | 0,74   | 0,15   | 12,83  |
| 2012-2013  | Détroit   | 75     | 75     | 31,5   | 40,7  | 36,7   | 73,3  | 3,29    | 4,04    | 0,77   | 0,11   | 13,32  |
| 2013-2014  | Milwaukee | 72     | 69     | 33,3   | 42,2  | 32,5   | 80,2  | 3,54    | 4,89    | 0,96   | 0,24   | 17,93  |
| 2014-2015  | Milwaukee | 52     | 52     | 32,5   | 43,5  | 40,9   | 88,1  | 4,25    | 5,40    | 1,62   | 0,17   | 17,75  |
| 2014-2015  | Phoenix   | 11     | 9      | 31,6   | 35,7  | 31,3   | 82,8  | 2,09    | 4,45    | 0,55   | 0,09   | 13,36  |
| 2015-2016  | Phoenix   | 52     | 50     | 36,0   | 41,5  | 34,2   | 85,2  | 3,88    | 5,06    | 1,17   | 0,38   | 19,58  |
| 2016-2017  | Phoenix   | 54     | 5      | 21,1   | 39,8  | 32,4   | 85,7  | 2,19    | 2,41    | 0,50   | 0,09   | 11,02  |
| 2018-2019  | Houston   | 12     | 0      | 9,8    | 23,4  | 15,6   | 81,8  | 0,75    | 0,75    | 0,17   | 0,00   | 3,00   |
| 2018-2019  | Cleveland | 27     | 26     | 22,9   | 41,3  | 37,1   | 78,3  | 1,85    | 2,30    | 0,70   | 0,07   | 8,52   |
| 2019-2020  | Cleveland | 16     | 0      | 15,1   | 32,6  | 29,7   | 30,8  | 1,25    | 1,94    | 0,31   | 0,12   | 4,94   |
| 2019-2020  | Détroit   | 9      | 3      | 24,6   | 38,3  | 38,8   | 76,2  | 2,33    | 4,22    | 0,56   | 0,11   | 11,56  |
| 2020-2021  | Dallas    | 3      | 0      | 18,2   | 45,0  | 30,8   | 100,0 | 2,33    | 2,67    | 0,33   | 0,00   | 10,00  |
| Total      | Total     | 449    | 349    | 29,4   | 41,1  | 35,3   | 80,7  | 3,08    | 3,96    | 0,86   | 0,17   | 14,03  |

Note: * Cette saison a été réduite de 82 à 66 match en raison du lock-out

Dernière mise à jour effectuée le 7 février 2022.

#### Playoffs
Brandon Knight n'a jamais participé aux playoffs NBA.

## Records sur une rencontre en NBA
Les records personnels de Brandon Knight en NBA sont les suivants, :
| Type de statistique        | Saison régulière | Saison régulière          | Saison régulière |
| Type de statistique        | Record           | Adversaire                | Date             |
| -------------------------- | ---------------- | ------------------------- | ---------------- |
| Points                     | 38               | @ Nuggets de Denver       | 20 novembre 2015 |
| Paniers marqués            | 15               | @ Lakers de Los Angeles   | 31 décembre 2013 |
| Paniers tentés             | 25               | 3 fois                    | 3 fois           |
| Paniers à 3 points réussis | 7                | 3 fois                    | 3 fois           |
| Paniers à 3 points tentés  | 14               | Timberwolves du Minnesota | 13 décembre 2015 |
| Lancers francs réussis     | 12               | Magic d'Orlando           | 18 février 2014  |
| Lancers francs tentés      | 14               | @ Pistons de Détroit      | 31 mars 2014     |
| Rebonds offensifs          | 4                | 2 fois                    | 2 fois           |
| Rebonds défensifs          | 13               | @ Cavaliers de Cleveland  | 20 décembre 2013 |
| Rebonds totaux             | 14               | @ Cavaliers de Cleveland  | 20 décembre 2013 |
| Passes décisives           | 15               | Lakers de Los Angeles     | 16 novembre 2015 |
| Interceptions              | 6                | 2 fois                    | 2 fois           |
| Contres                    | 2                | 5 fois                    | 5 fois           |
| Balles perdues             | 8                | 5 fois                    | 5 fois           |
| Minutes jouées             | 50               | Knicks de New York        | 18 décembre 2013 |

- Double-double : 16
- Triple-double : 1

Dernière mise à jour : 26 juillet 2022